# Diocesi di Beth Dasen
La diocesi di Beth Dasen è un'antica sede della Chiesa d'Oriente, suffraganea dell'arcidiocesi di Erbil, attestata dal V al XIII secolo. La sede è indicata dalle fonti anche come diocesi di Beth Dasen e Beth Turé.

## Storia
Beth Dasen era un distretto della regione dell'Adiabene (in siriaco Ḥadyab), nel nord dell'odierno Iraq, compreso nel territorio tra il Grande Zab e le montagne di Jabal Gārah, a sud di Amadiya. Su questo territorio, già all'inizio del V secolo, insisteva una diocesi della Chiesa d'Oriente, il cui vescovo, Ahadabui, fu confermato sulla sede del Beth Dasen durante il sinodo celebrato dal patriarca Mar Isacco nel 410.
Sono una decina i vescovi conosciuti di quest'antica diocesi della Chiesa d'Oriente, molti dei quali presero parte ai sinodi celebrati dai patriarchi di Seleucia-Ctesifonte e ne sottoscrissero gli atti, come documentato dal Synodicon orientale. La diocesi faceva parte della provincia ecclesiastica dell'Adiabene, la cui sede metropolitana era Erbil.
A questi vescovi si aggiungono: Mbarakh, menzionato nella storia di Bar Eta verso la fine del VI secolo; Stefano, menzionato nel 755 circa nella storia monastica di Tommaso di Marga;; e Giacomo, che morì tra il 799 e l'804, come attesta una lettera del patriarca Timoteo I. All'epoca del vescovo Stefano, la diocesi si ingrandì con i distretti di Nahla e Talana, già appartenuti alla diocesi di Marga. L'ultimo vescovo conosciuto è Matteo, che prese parte alla consacrazione dei patriarchi Denha I nel 1265 e Yab-Alaha III nel 1281.
La diocesi è ancora menzionata agli inizi del XIV secolo, nelle opere di Ébedjésus di Nisibi (†1318). In seguito scompare dalla geografia ecclesiastica della Mesopotamia, probabilmente a causa delle distruzioni operate da Tamerlano.

## Cronotassi dei vescovi
- Ahadabui † (menzionato nel 410)
- Qiris † (menzionato nel 424)
- Mareh-rahmeh † (menzionato nel 497)
- Qamishoʿ † (menzionato nel 576)
- Mbarakh † (fine del VI secolo)
- Burzmihr † (menzionato nel 605)
- Stefano † (menzionato nel 755 circa)
- Giacomo † (? - prima del 799/804 deceduto)
- Matteo † (prima del 1265 - dopo il 1281)